# Aegialites stejnegeri
Aegialites stejnegeri is een keversoort uit de familie van de platsnuitkevers (Salpingidae). De wetenschappelijke naam van de soort werd in 1898 gepubliceerd door Martin Larsson Linell.